# Banvou
Banvou – miejscowość i gmina we Francji, w regionie Normandia, w departamencie Orne.
Według danych na rok 1990 gminę zamieszkiwało 441 osób, a gęstość zaludnienia wynosiła 34 osoby/km² (wśród 1815 gmin Dolnej Normandii Banvou plasuje się na 479. miejscu pod względem liczby ludności, natomiast pod względem powierzchni na miejscu 325.).